# Habenaria chirensis
Habenaria chirensis är en orkidéart som beskrevs av Heinrich Gustav Reichenbach. Habenaria chirensis ingår i släktet Habenaria och familjen orkidéer. Inga underarter finns listade i Catalogue of Life.